# Какіномото но Хітомаро
Какіномото-но Хітомаро (яп. 柿本人麻呂 або 柿本人麿, かきのもとのひとまろ; 662—707 (709)  2-га половина VII — початок VIII століття, періоди Асука і Нара. Перший легендарний поет давньої Японії та один з трьох найвидатніших поетів у японському класичному каноні поруч із Сайґьо та Мацуо Басьо. Один з так званих «36 видатних поетів Японії». Основоположник японської національної поезії. Його твори входять до першої в історії Японії поетичної антології «Манйосю» («Збірка міріад листя»). Постать Хітомаро була визнана священною («святий поет»,歌聖 касей) і канонізована.

## Біографія
Документальних свідчень про його біографію збереглося досить мало. Про історію життя поета можна дізнатися лише з віршів, пов'язаних із ним у «Манйошю» разом з їх редакторськими помітками.
Какіномото Хітомаро займав невисокі чиновницькі посади (фухіто-секретаря) при дворах імператриці Дзіто (роки правління — 686—697) та імператора Момму (роки правління 697—707). З 15-16 років Хітомаро уже був на службі при дворі: спочатку у свиті принца Кусакабе (?—689), а згодом — імператриці Дзіто при якій обіймав посаду придворного поета. Підтвердженням цього є слова Кі-но Цураюкі:
 «Такими були наші пісні ще з прадавніх часів, але тільки за доби Нара набули вони широкого розповсюдження. У ті часи Володарі наші добре розуміли душу пісні, і не випадково, що саме тоді з'явився чародій пісні — Какіномото-но Хітомаро, який був міністром третього рангу.»
Багато подорожував країною, писав «на замовлення» оди та елегії, переважно в жанрі нагаута (чока) для імперських офіційних заходів і похоронів членів імператорської родини в останнє десятиліття VII століття. Так можна припустити, спираючись на хронологічне датування його першої і останньої поезій. Найбільш раннім з віршів Хітомаро, дата якого відома, є його банка з нагоди тимчасового закріплення влади Хінаміші-но Мікото, який помер на тринадцятий день четвертого місяця 689 р., а найбільш пізня поезія присвячена тимчасовому закріпленню Асуки-но Хімеміко, який помер на четвертий день четвертого місяця 700 р. Під його впливом знаходилися всі поети того часу. На схилі свого віку поселився в провінції Івамі на західному узбережжі острова Хонсю, де і помер, забутий друзями, невдовзі після того, як його відправили туди з Ямато на посаду пересічного провінційного чиновника. Сталося це 697 р. після офіційного зречення й відмови від престолу імператриці Дзіто, яка довгий час була його покровителькою. Дата смерті точно невідома, можливо 707 (709) рік, оскільки немає робіт, які дійшли до нас після останньої половини періоду Асука чи після перенесення столиці до Нари.
Існує також припущення щодо постаті Какіномото-но Хітомаро. Одним з десяти членів клану Какіномото, записи про отримання якими дванадцятого місяця десятого року правління імператора Темму рангу Меншого Парчі (Нижчого ступеня) збереглися в «Ніхон шьокі», є Какіномото-но Асон Сару. Спираючись на «Шьоку ніхонгі» (Продовження Хроніки Японії,797 р.), Сару помер на двадцять перший день четвертого місяця Вадо (708 р.) і отримав Молодший Четвертий ранг (Нижчого ступеня) в той же час. Однак, те, що Сару і був Какіномото, лишається лише припущенням, адже про нього немає жодного запису в історичних працях. Нечисленність фактичної інформації про життя Хітомаро сприяло надзвичайній пластичності його образу, який був сформований і реформований відповідно до часу, місця і контексту, у якому він перебував.

## Походження родини
Із прізвищем Какіномото (досл. з японської «окоренок хурми») пов'язана рання легенда про те, що поет був підкидьком, знайденим немовлям під деревцем хурми, якого усиновив один із імператорських чиновників. Однак існують матеріали, які виводять історію походження Какіномото, починаючи з «Кодзікі» («Записи давніх діянь», 712 р.), де в розділі про легендарного імператора Косьо(475—393 до н. е.) є посилання на Амеошітарашіхіко-но мікото, предка Касуга-но омі, а в «Ніхон шьокі»(«Аннали Японії», 720 р.) Аметарашіхікокуніошіхіто-но мікото був предком Вані-но омі та інших. Джерела підтверджують, що Хітомаро походив з клану Какіномото, який був підкланом Вані — потужного клану південної частини району Сонокамі провінції Ямато (нині Ічіномото-чо, місто Тенрі, префектура Нара). Касуга, перший клан, що згадується в Кодзікі, був заснований поблизу Вані — посилаючись на запис у «Касуга Вані-но омі» про перший рік правління імператора Юряку в Кодзікі, вважають, що клани зрештою злилися і стали відомі як один клан Касуга-но омі. Ряд цих підкланів Вані, в тому числі Какіномото, отримали клановий титул Асомі (замінивши їх більш ранню назву Омі) в одинадцятий місяць правління імператора Темму (685 р.). Зв'язок з кланом Касуга також згадується в розповіді про походження назви Какіномото, яка з'являється в генеалогічному записі Шінсен Сейшіроку «Новий відібраний запис імен» (815 р.): Какіномото-но Асон має одного і того ж предка, що і Окасуга-но Асон, і вони є нащадками Аметарашіхіко-но куніошіхіто-но мікото. Шінсен Сейшіроку встановлює походження назви ще з VI століття, за царювання імператора Бідацу (572—585 р.р.), коли біля воріт в їх будинок росло дерево хурми, через яке, як вважається, вони і стали називатися кланом Какіномото-но Омі. Схожа етимологія прізвища Какіномото постійно з'являється і в пізніших записах про походження клану. Проте, хоча записи Шінсен Сейшіроку датуються з IX ст., відсутність хурми як назви рослини в давніх текстах (Кодзікі, Ніхон Шьокі, Фудокі і Манйошю) свідчить про сумнівність наявності її в таких ранніх записах. Тому можна вважати, що припущення Шінсена Сейшіроку також є пізнішою легендою[джерело?].

## Творчість та внесок у розвиток японської літератури
Какіномото Хітомаро відомий як найкращий майстер вака: нагаута(чьока) — довгих пісень (урочистих елегій, од) та коротких пісень — танка. Вони входять до складу антології «Манйошю», в якій міститься понад 100 його пісень, серед яких 18 нагаута і 67 танка. Вони представлені у VII, X, XIII розділах (в останньому розміщені його найкращі твори). Також його вірші входять до поетичних антологій «Сюї Вакашю» (984—986), «Хякунін іссю» (XIII ст.) та «Вакан роейсю» (1013). Також його вірші входять до «Коматі-но сосі» («Записок про Коматі»). У періодизації антології «Манйошю» дослідники виділяють другий період (687—708), присвячений Какіномото-но Хітомаро. Ода тоді була тією потрібною ланкою, яка пов'язувала традицію чистої лірики з громадянською поезією та історичними реаліями свого часу. Коли Хітомаро був придворним поетом, він оспівував у своїх одах завжди не особисті чесноти імператорів, а велич і красу країни, якою той керував «за велінням богів», хоча імператорам присвячена велика частина його поезії. Для його од характерне захоплення величчю і красою світобудови, для елегій, головним чином плачів, — сумні роздуми про швидкоплинність та минучість життя, журба, постійно звернена до природи, виражена через її образи. Завдяки йому оди та елегії набули завершену художню форму, свій певний стиль, композицію, образну систему. Його вірші можна назвати невеликими поемами, оскільки деякі з них містили по 100 і більше рядків (максимум 149). Образи та прийоми, винайдені ним, були використані подальшими поколіннями поетів, що сприяло значному розвитку японської поезії. З іншого боку, найталановитішими його творами вважаються ліричні любовні пісні, проникнені ідеалами піднесеного кохання і присвячені трьом дружинам (дві з них мешкали в провінції Ямато, ще одна — в провінції Івамі), а також численним коханим. Прикладом подвоєності у творчості Хітомаро є створені в провінції Івамі ним або про нього твори двох протилежних жанрів: так звані Івамські шьомонка (sōmonka) — любовні поеми (Манйошю II:131–140) та одночасно банка (banka) — елегії (Манйошю II:223–227), в яких пояснювалася його смерть, могли започаткувати жанр корошінін но ута (kōroshinin no uta). Умовне літературне трактування його смерті не лише відображає вплив цього жанру на той час, а й говорить про те, що коли перші дві частини Манйошю лише створювалися, Хітомаро вже тоді викликав достатній інтерес легендарним трактуванням своєї смерті. Питання роздвоєності творчості Хітомаро на «публічну» та «приватну», як було зазначено раніше, було насправді дуже проблематичним і відіграло ключову роль у формуванні пізніших легенд, що стосувалися безпосередньо життя поета. Хітомаро був представником великого мистецтва, що відзначився простотою поетичного вираження. Характерною рисою його творчості була сила образів, які були присутні як у публічних, так і в любовних віршах, викликані живими та сильними почуттями. Ще однією особливістю його творчої індивідуальності була безпосередність його відчуттів та сприйняття навколишнього світу. Він тонко відчував природу і усе, що знаходиться у ній, виразно передаючи це у своїх віршах. У них поет висуває на перший план своє особисте відношення до зображуваного — чи то описує пейзаж, чи то виражає ці почуття, тому його поезія носить суб'єктивний характер. У своїй поезії він гармонійно поєднав форму, стиль, поетичні засоби, характерні як для китайської авторської поезії, так і для японського фольклору. Синтоїстські обрядові молитви норіто й найдавніші «довгі пісні» у складі Манйошю, зокрема пісні Хітомаро частково близькі за тематикою, лексикою і навіть синтаксичними структурами. Поняття вабі/сабі — вишуканої простоти, просвітленої самотності та журби чи не вперше зустрічалося в японській класичній поезії ще у VIII ст., зокрема, у віршах Хітомаро, і асоціювалося тоді виключно з емоційним станом людини, відчуттями, які читачу хотілося розділити разом з поетом. Пісні з його збірників, включені до Манйошю успадкували багато від традиції народної пісні. Хітомаро записував їх і потім оброблював, через що його поезія виражає характерні риси духовного лику японського народу, промовляє образами і прийомами, близькими йому. Саме у цьому криється секрет поваги та любові японців до Какіномото-но Хітомаро. Народна пісня збагатила його поезію живими образами і порівняннями, народна символіка лягла в основу його метафор, прийому паралелізму, повторів та наспівність народної пісні постійно звучить в його віршах. Однак образам і порівнянням, успадкованим від народної пісні він наддав відточеність та майстерність художнього прийому. Тому через його вірші вже можна сприймати поезію як мистецтво.

## Оцінка творчості
Тривалий процес сприйняття і канонізації Хітомаро починається з тексту, у якому його поезія зберігається найбільш певно зафіксованою — поетична антологія восьмого століття «Манйошю». У ній Хітомаро представлений у різних образах: як придворний поет, мандрівник і як видатна постать минулого. Дослідження канонізації поета в першу чергу стосується поважного сприйняття його постаті у першому тисячолітті, що призвело до визначної канонізації, а саме визнання його божественності у 1723 році, коли Хітомаро удостоїли титулу Великого Світлого Божества Какіномото (Какіномото даймьодзін) на придворному рівні. У намаганні висвітлити історію його визнання досліджується роль поета як символу японської поетичної традиції (вака), канонізація якого здійснюється в залежності від культурних парадигм, але згодом сама стає критерієм оцінювання поетів. Він як божество є покровителем людей, охороняючи їх від небезпеки і сприяючи науковим досягненням. Процес канонізації постаті Какіномото Хітомаро відбувається в рамках як літературного, так і релігійного контексту, у якому наголошується на його визнанні як поетичної ікони і легітимізованого символу поетичної стародавності та авторитету так само як у відношенні поета до визначних здобутків у релігійній думці. Така подвійна форма канонізації, аспекти якої тісно пов'язані між собою, вплинула на розвиток погляду на подальше визнання поетів самих себе як священних і непорушність цього, що розглядалось як складова буддійської магії (dhāranī). Однак канонізація Хітомаро розглядається не лише як зростання значимості поетичного слова у середньовічній Японії, а також як легітимізація політичних лідерів, які прагнули обґрунтувати свій поетичний та політичний авторитет шляхом використання сили Хітомаро як символічного втілення придворно-поетичної традиції. Його піднесення на початку періоду Хейян (794—1185) до статусу майже надприродного «мудреця поезії» і потім встановлення спадковості священного титулу в японській поезії з самого початку мало політичне забарвлення. Пізніше, в середньовічні (1185—1600) і періоді раннього модерну (1600—1868), його присутність в поетичних текстах як божества японської поезії підкреслило божественну природу поезії загалом. Така еволюція зумовлена розвитком різних поетичних шкіл та будинків японської поезії, для яких питання про походження — і, таким чином, законність влади і престижу, мало найбільше значення. Вплив канонізації Хітомаро можна прослідкувати не лише у літературних текстах, а й у церемоніях, портретному живописі і пізніше в освяченні святинь. Досліджуючи сприйняття його як історичної постаті протягом різних періодів можна побачити, що він став символом, якому було присвоєно багато значень в залежності від місця і часу. Центральна позиція Хітомаро в домодерній придворній поезії Японії означає, що питання, підняті його канонізацією відноситься до більш широкого процесу сприйняття японської поезії[джерело?].

## Уславлення
Вони разом з Акахіто були визнані мудрецями (хідзірі), тобто найвеличнішими вчителями усіх поетів. Кі-но Цураюкі у своїй передмові до поетичної антології «Кокін-вака-сю» назвав його «чародійником японської пісні». Сучасні поети вака Масаока Шікі та Сайто Мокічі вважали Какіномото-но Хітомаро одним з найвидатніших поетів в історії японської літератури. У Масуда (провінція Івамі, Шиманська префектура) є два монастирі, побудовані на його честь: Такацу Какіномото і Тода Какіномото. Кажуть, що Камошіма у Масуді є місцем смерті Хітомаро, а Тода — його місцем народження. Тому святині побудовані у цих місцях. Наразі священиком святині Тода Какіномото є Аябе, 49-й нащадок Хітомаро по материній лінії. Також його святині є в Ічі-но мото, та в Акасі (Хьоґо)Акасі (поблизу міста Кобе, префектура Хіого). У святині в Акаші проходить щорічний утакай (захід поезії вака), присвячений поету.
Також на його честь названий кратер на Меркурії.